# کینلایچی (آریزونا)
کینلایچی (به انگلیسی: Kinlichee) یک منطقهٔ مسکونی در ایالات متحده آمریکا است که در شهرستان آپاچی، آریزونا واقع شده‌است. کینلایچی ۲٬۰۳۰ متر بالاتر از سطح دریا واقع شده‌است.